# شورینجی کمپو

نمایی از معبد شورینجی کمپو

شورینجی کمپو (به ژاپنی: 少林寺拳法) یا نیپون شورینجی کمپو (روش مشت معبد شائولین)، یک هنر رزمی ژاپنی است که نسخهٔ اصلاح شدهٔ شائولین کنگ‌فو است. نام شورینجی کمپو در خوانش ژاپنی همان شائولین کنگ‌فو است. این هنر رزمی در سال ۱۳۲۶ هجری شمسی توسط یک رزمی‌کار ژاپنی به نام دوشین سو بنیانگذاری شده‌است. او یک رزمی‌کار و نیروی نظامی سابق است که در دوران جنگ جهانی دوم در کشور چین زندگی کرده‌است. شورینجی کمپو یک ورزش جامع است که روش‌های آموزشی آن بر سه بخش مهم تقسیم‌بندی می‌شود: آموزش دفاع شخصی، آموزش ذهنی و تندرستی. پایه و اساس این مفاهیم بر این مهم استوار است که «روح و جسم از هم جدا نیست»، و این هنر رزمی برای تمرین بدن و ذهن به صورت همزمان است.